# Gorsko Djulewo
Gorsko Djulewo (bułg. Горско Дюлево) – wieś w południowej Bułgarii, w obwodzie Kyrdżali, w gminie Momcziłgrad. Według danych Narodowego Instytutu Statystycznego, 31 grudnia 2012 roku wieś liczyła 81 mieszkańców.